# Reakcja Cannizzaro
Reakcja Cannizzaro – reakcja chemiczna, w wyniku której aldehydy ulegają dysproporcjonowaniu do alkoholi i kwasów karboksylowych. Reakcja Cannizzaro przebiega w środowisku silnie zasadowym (np. pod wpływem ługów) i podlegają jej aldehydy nieposiadające atomu wodoru w pozycji α (sąsiedniej do grupy aldehydowej):
W podstawowej wersji reakcji Cannizzaro biorą w niej udział dwie cząsteczki tego samego aldehydu, a produktami są alkohol i kwas karboksylowy w postaci karboksylanu:
2R-CHO + OH- → R-CH2OH + R-COO-
Dla aldehydów posiadających atomy wodoru α preferencyjną reakcją jest kondensacja aldolowa.
Reakcja ta została odkryta w 1853 roku przez Stanislao Cannizzaro, który otrzymał alkohol benzylowy i kwas benzoesowy z aldehydu benzoesowego w obecności potażu.

## Mechanizm reakcji
Pierwszym etapem reakcji Cannizzaro jest addycja nukleofilowa zasady (np. anionu wodorotlenkowego) do karbonylowego atomu węgla aldehydu. Powstający alkoksylan diolu geminalnego jest tetraedrycznym produktem pośrednim, który może ulegać następczej deprotonacji do dianionu, zwanego produktem pośrednim Cannizzaro, co wymaga silnie zasadowego środowiska reakcji.
Obydwa produkty pośrednie mogą reagować z drugą cząsteczką aldehydu z przeniesieniem anionu wodorkowego H- i wytworzeniem kwasu karboksylowego (lub karboksylanu) oraz alkoholanu (który w środowisku wodnym ulega szybkiemu protonowaniu do alkoholu):
Przykładowa reakcja Cannizzaro dla benzaldehydu:

## Odmiany

### Krzyżowa reakcja Cannizzaro
Krzyżowa reakcja Cannizzaro to odmiana reakcji Cannizzaro, w której stosuje się mieszaninę dwóch aldehydów. Reakcja taka prowadzi do mieszaniny dwóch alkoholi i dwóch kwasów karboksylowych. Możliwe jednak jest uzyskanie wydajnej redukcji aldehydu do alkoholu, jeśli drugim komponentem krzyżowej reakcji Cannizzaro jest formaldehyd, szczególnie łatwo ulegający utlenieniu do kwasu mrówkowego
Przykładem może być reakcja aldehydu anyżowego z formaldehydem.

### Reakcja w ciele stałym
Możliwe jest przeprowadzenie reakcji Cannizzaro bez rozpuszczalnika. Np. w wyniku ucierania 2-chlorobenzaldehydu ze stałym wodorotlenkiem potasu po około 30 minutach powstaje rozpuszczalny w wodzie 2-chlorobenzoesan potasu i alkohol 2-chlorobenzylowy:
Główną zaletą takiego sposobu prowadzenia reakcji jest jej czystość i znacznie zwiększona szybkość. Np.
reakcja benzaldehydu do kwasu benzoesowego i alkoholu benzylowego w 60% roztworze KOH trwa 24 h, natomiast bez rozpuszczalnika zakończona jest po 5–10 min.